# Кульнево (Малоярославецкий район)
Кульнево— деревня в Малоярославецком муниципальном районе Калужской области. Входит в состав сельского поселения «Посёлок Детчино».

## География
Расположена берегу реки Суходрев, рядом посёлок Детчино, Киевское шоссе, ж/д станция Суходрев.

## История
В 1628 году в сельце Кульнево располагался Благовещенский погост, рядом находился запустевший Георгиевский погост. Сельцо относилось к Суходровской волости Малоярославецкого уезда.
В 1691 году освящается церковь Благовещения Пресвятой Богородицы
В 1774 году сельцом Кульнево владеет  князь  Василий Михайлович Хилков
В 1782 году сельцом Кульнево владеет Анна Матвеевна Золотухина и княгиня Прасковья Григорьевна Хилкова.
В 1861 году Кульнево входит в Детчинскую волость.

## Население
| 2002 | 2010 |
| ---- | ---- |
| 160  | ↘152 |

## Уроженцы
- Жохов, Иван Васильевич	(1914—?) — партизан Великой Отечественной войны, командир партизанской бригады имени А. К. Флегонтова[вд].